# Цагельня (Болотнянский сельсовет)
Цагельня (бел. Цагельня) — посёлок в Болотнянском сельсовете Рогачёвского района Гомельской области Беларуси.

## География

### Расположение
В 44 км на северо-восток от районного центра и железнодорожной станции Рогачёв (на линии Могилёв — Жлобин), 105 км от Гомеля.

## Транспортная сеть
Рядом автодорога Довск — Славгород). Планировка состоит из прямолинейной улицы, риентированной с юго-востока на северо-запад, которая на севере раздваивается. Застройка деревянная, усадебного типа.

## История
Обнаруженное археологами городище раннего железного века (в 2 км на северо-восток от деревни) свидетельствует о заселении этих мест с давних времён. Современный посёлок основан в начале 1920-х годов на бывших помещичьих землях. В 1932 году жители вступили в колхоз. Во время Великой Отечественной войны 15 жителей погибли на фронте. Согласно переписи 1959 года в составе колхоза имени В. И. Ленина (центр — деревня Болотня).В годы СССР на берегу озера была построена баня и небольшой клуб.

## Население

### Численность
- 2004 год — 13 хозяйств, 26 жителей.

### Динамика
- 1959 год — 170 жителей (согласно переписи).
- 2004 год — 13 хозяйств, 26 жителей.